# Шаповалов, Виталий Владимирович
Виталий Владимирович Шаповалов (1 мая 1939, Юрковка, Киевская область, Украинская ССР, СССР — 14 ноября 2017, Москва, Россия) — советский и российский актёр театра и кино. Народный артист РСФСР (1990).

## Биография
Окончил Хабаровское музыкальное училище по классу трубы, затем в 1968 году окончил Театральное училище им. Б. Щукина и в том же году был принят в труппу Театра на Таганке.
В 1985 году, после отъезда из СССР Юрия Любимова, когда главным режиссёром в Театре на Таганке был назначен Анатолий Эфрос, Шаповалов вместе с Вениамином Смеховым и Леонидом Филатовым ушёл в московский театр «Современник», где работал в течение двух лет. В 1987 году снова вернулся в Театр на Таганке. Для Шаповалова, как для актёра, характерно мастерство перевоплощения, бережное внимание к слову, жесту, мощный темперамент. Один из коллег по театру Александр Трофимов охарактеризовал его так: «На мой взгляд, это вот та редкая порода артистов. Это из области Бориса Андреева и Павла Луспекаева — вот он такой народный человек». В 2009 году, когда Шаповалов получил травму (у него был перелом шейки бедра), он был уволен Любимовым, но, вопреки ожиданиям, в 2011 году, когда Любимов ушёл в отставку, так и не был восстановлен на прежнем месте работы при новом художественном руководителе театра Валерии Золотухине.
25 октября 2017 года Шаповалов, находясь дома, упал и получил вывих в области тазобедренного сустава, где пять лет назад был установлен эндопротез. Бывшая жена Ирина, которая ухаживала за Шаповаловым, вызвала «скорую». Был госпитализирован в Боткинскую больницу. Был отправлен на реабилитацию в больницу Управления делами Президента России на Староволынской улице. Там произошёл быстрый отёк больной ноги и был поставлен диагноз «флегмона». Шаповалов был прооперирован. Последние несколько дней после операции находился в крайне тяжёлом состоянии. Скончался на 79-м году жизни 14 ноября в больнице. Похоронен на Троекуровском кладбище Москвы.

## Роли в театре

### Театр на Таганке
- «А зори здесь тихие…» — старшина Васков
- «Пугачёв» — Емельян Пугачёв
- «Мастер и Маргарита» — Понтий Пилат
- «Живой» — Гузенков
- «Преступление и наказание» — Свидригайлов
- «Борис Годунов» — Борис Годунов
- «Тартюф» — Лояль
- «Мать» — Рыбин
- «Пристегните ремни» — Щербатов
- «Самоубийца» — Подсекальников

### Театр «Современник»
- «А поутру они проснулись…» — Пилипенко
- «Близнец» — Александр

## Фильмография
- 1969 — Дорога домой — водитель
- 1969 — Эхо далёких снегов — эпизод
- 1970 — В лазоревой степи — Максим
- 1972 — Летние сны — Степан Григорьевич Казанец
- 1972 — Свеаборг — солдат
- 1973 — Бесстрашный атаман — урядник
- 1974 — Иван да Марья — Оборотень
- 1976 — Театр неизвестного актёра — Князьковский
- 1977 — Родные — Тарасов
- 1981 — Женщина в белом — граф Фоско
- 1981 — Ленин в Париже — матрос
- 1982 — Грачи — Леонид Осадчий, он же Чикин Леонид Михайлович
- 1983 — Не было бы счастья… — Толик, диспетчер
- 1983 — Обрыв — Иван Иванович Тушин
- 1983 — Петля — Ян Янович, капитан, участковый в Тукумсе
- 1984 — Мёртвые души — Ноздрёв
- 1988 — Трагедия в стиле рок — друг Дмитрия Ивановича Багрова
- 1989 — Дежа вю — швейцар в гостинице
- 1989 — Смиренное кладбище — Александр Раевский, работник кладбища
- 2001 — Next — председательствующий авторитет
- 2002 — Каменская 2 — отчим Каменской
- 2002 — Марш Турецкого — Киселёв, маршал
- 2003 — Каменская 3 — отчим Каменской
- 2004 — Близнецы — Бобров
- 2008 — Тайны дворцовых переворотов. Фильм 7. Виват, Анна Иоанновна! — генерал Леонтьев

## Озвучивание мультфильмов
- 1969 — Мистерия-Буфф — Офицер
- 1975 — Какого рожна хочется? — Ведущий по футболу
- 1985 — Перфил и Фома